# توسیل‌هیدرازون
یک توسیل‌هیدرازون در شیمی آلی، یک گروه عاملی است که ساختار کلی آن RR'C=N-NH-Ts باشد؛ که در آن Ts یک گروه توسیل است. برای دستیابی به ترکیب‌های آلی که چنین گروه عاملی داشته باشند به واکنش یک آلدئید یا کتون با توسیل‌هیدرازین نیازمندیم.

## ساخت
برای نمونه: کافور توسیل‌هیدرازون با کمک واکنش کافور و توسیل‌هیدرازین در اتانول با فروکافت هیدروکلریک اسید بدست می‌آید.

## واکنش‌ها
در واکنش شاپیرو از توسیل‌هیدرازون‌ها به عنوان گروه ترک‌کننده در واکنش حذفی بهره برده می‌شود. این واکنش به یک باز قوی نیازمند است. اگر از سدیم متواکسید به عنوان باز استفاده شود، نام واکنش، واکنش بمفورد استیونز خواهد بود. توسیل‌هیدرازون را می‌توان به کمک واکنشگرهای نابی همچون سدیم تترا هیدروبورات و بوران به آلکان‌های متناظرش کاهش داد.
نمک‌های توسیل‌هیدرازون‌ها می‌توانند با فلزات وارد واکنش شوند و کاربن فلز را تشکیل دهند همچنین در تشکیل حلقه‌های سیکلوپروپان و اپوکساید کاربرد داشته باشند. علاوه بر این، توسیل‌هیدرازون‌ها مادهٔ آغازگر برخی واکنش‌های جفت‌شدن نیز هستند.